# 廖武郎
廖武郎（1905年—1929年7月9日），生于台湾，祖籍中國廣東省梅州市大埔縣平原北坑村。

## 生平
小学卒业即回国，肄业于汕头华英中学，就讀新竹師範學校三年級時，滿懷理想救中國，環島到處演講，由於家人做生意，擔心日本人可能會找上門，因此連夜燒掉文件資料，買船偷渡到大陸海南島；投筆從戎進入黃埔军校第四期步科，加入國民革命軍抗日。
黃埔军校毕业後，迭在赣、皖、江、浙、宁、汉等地司谍报，以功升上校参谋，不久，调五十师任联络参谋；後來擔任先總統蔣中正隨扈，跟著北伐到濟南，請假返老家廣東惠州祭祖。民国十八年（1927年） 7月，奉命与丘文赴潮州、梅州协助蒋光鼐、蔡廷锴等"剿共"，差次石下坝。7月9日与丘文及卫兵等8人，到丘文家乡青溪坪沙，遭共產黨設局，一場餐會變成鴻門宴，当晚被中共游击队于青溪坪沙公学遭伏擊死亡。
入祀台北忠烈祠。